# Disques Barclay
Pour les articles homonymes, voir Barclay.
Les Disques Barclay sont une marque déposée et une maison de disques française fondées vers 1954 par Eddie Barclay, sa femme Nicole Vandenbussche et l'ingénieur du son Gilbert Préneron. Jacques Souplet en fut le directeur général, jusqu'en 1965, et Gerhard Lehner l'ingénieur du son attitré des studios. La marque appartient à la société Universal Music France depuis le 10 mai 2005.

## Histoire

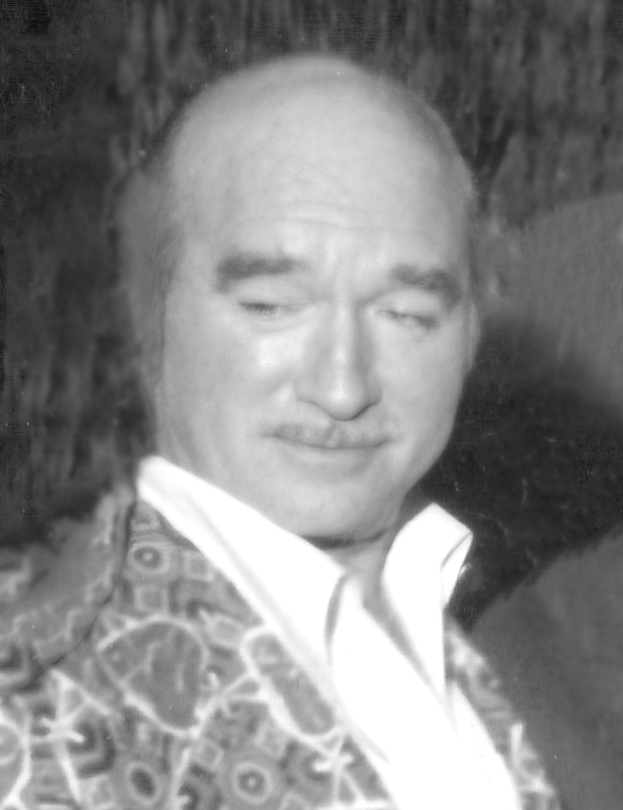
Eddie Barclay en 1975.

Barclay est informé de l'émergence de la nouvelle technique du microsillon et part aux États-Unis en acquérir les droits et est le premier à l'importer en Europe.
Devant louer des studios chez Pathé ou Philips à chaque fois qu'il veut enregistrer un de ses artistes, Barclay charge Gerhard Lehner de concevoir leurs propres studios en 1956, 9 rue Hoche à Paris. Le directeur artistique Jacques Lubin décrit le premier studio : « C'était une ancienne salle pour banquets de 1 800 m2, traitée acoustiquement assez sommairement, mais convenablement… Au fond, sur une fausse scène, trônait le haut-parleur de renvoi d'écoute en studio. Contre l'autre paroi, se trouvait la cabine de son, légèrement surélevée ». Puis un second studio (le « B ») dans une salle plus petite que le « A », mais également bien équipé en matériel de pointe, est ajouté.
En 1978, Eddie Barclay vend 40 % des Disques Barclay à Phonogram, mais en reste président jusqu'en 1983. Depuis 1999, Barclay fait partie de la major Universal Music Group.
En 2014, Barclay devient Maison Barclay et se structure en 5 labels : Barclay, Riviera, Sound of Barclay, Millenium (jusqu'en 2016[réf. nécessaire]) et Island Records France.
En 2020, le label est dirigé par Natacha Krantz et est doté d'un répertoire local.

## Artistes

### Artistes historiques
- Guy Gonthier
- Salvatore Adamo
- Frank Alamo
- Les Aiglons (Suisse)
- L'Affaire Louis' Trio
- Frank Alamo
- Hugues Aufray
- Charles Aznavour
- Paul Baillargeon (Québec)
- Daniel Balavoine
- Eddie Barclay et Son Orchestre
- Ricet Barrier
- Alain Barrière
- Alain Bashung
- Guy Bedos
- Gérard Blanchard
- Les Blue Stars
- Jacques Brel
- Pierre Calvé (Québec)
- Robert Charlebois (Québec)
- Les Chaussettes noires
- Les Charlots
- Georges Chelon
- Renée Claude (Québec)
- Eddie Constantine
- Noëlle Cordier
- Dalida
- Michel Delpech
- Lucienne Delyle
- Déportivo
- Dionysos
- Claude Dubois (Québec)
- Diane Dufresne (Québec)
- Stephan Eicher
- Eva
- Maurice Fanon
- Jean-Pierre Ferland (Québec)
- Jean Ferrat
- Léo Ferré
- Gamine
- Glenmor
- Stéphane Grappelli
- Juliette Gréco
- Daniel Guichard
- Jimi Hendrix
- Jacno
- Maurice Jarre
- Joëlle
- Patrick Juvet
- Khaled
- Marcel Kanche
- Mory Kanté
- Kaolin
- Philippe Katerine
- Kent
- Peter Kingsbery
- Sofie Kremen
- Fela Kuti
- Femi Kuti
- Valérie Lagrange
- Renée Lebas
- Claude Léveillée (Québec)
- Danielle Licari
- The Little Rabbits
- Guy Marchand
- Marquis de Sade
- Florent Marchet
- Alain Markusfeld
- Mireille Mathieu
- Jean-Christian Michel
- Eddy Mitchell
- Erik Montry
- Monty
- Philippe Nicaud
- Nicoletta
- Noir Désir
- Claude Nougaro
- Ghislaine Paradis (Québec)
- Pierpoljak
- Pierre Perret
- Isabelle Pierre (Québec)
- Claudia Phillips
- Michel Polnareff
- Les Poppys
- Baden Powell
- Denez Prigent
- Nicole Rieu
- Rocky Roberts
- Paulette Rollin
- Demis Roussos
- Serge Sala
- Henri Salvador
- Michel Sardou
- Erick Saint-Laurent
- Yves Simon
- Dominic Sonic
- Rhoda Scott
- Vince Taylor
- Rachid Taha
- Arnold Turboust
- Pierre Vassiliu
- Cora Vaucaire
- Stéphane Venne (Québec)
- Wal-Berg et son orchestre
- Les (Faux) Frères (Suisse)

### Artistes publiésces dernières années[évasif]
- Abd al Malik
- The Airborne Toxic Event
- American Authors
- Amoure
- Annie Lennox
- Anouk Aïata
- Aquilo
- Arcade Fire
- Arthur Beatrice
- AlunaGeorge
- The Avalanches
- Avanae
- Benjamin Biolay
- Benjamin Clementine
- Berywam
- Bishop Briggs
- Björk
- Black Veil Brides
- Mary J. Blige
- Blink-182
- Blue
- Bombay Bicycle Club
- Bon Jovi
- Dionne Bromfield
- Alex Clare
- The Cranberries
- Matthieu Chedid
- Jeanne Cherhal
- Cimorelli
- Cocoon
- Cœur de pirate
- The Coronas
- Circa Waves
- Cut Copy
- Damien Saez
- Mark Daumail
- Deap Vally
- Deen Burbigo
- Denez Prigent
- Déportivo
- Détroit
- Devlin
- Dionysos
- Disclosure
- Disiz
- Dizzee Rascal
- DJ Shadow
- Lou Doillon
- Stephan Eicher
- Fababy
- Facio Fass
- Brian Fallon
- Fall Out Boy
- The Feeling
- Felix Jaehn
- La Femme
- Feu! Chatterton
- Finch
- Florence and the Machine
- Brandon Flowers
- Ulrich Forman
- French Fuse
- Esther Galil
- Gentleman
- Gérald de Palmas
- Gotan Project
- Gradur
- PJ Harvey
- Ren Harvieu
- Her
- Hoobastank
- Hozier
- I Blame Coco
- Incubus
- Izia
- Jack Garratt
- Jackson and His Computer Band
- Jali
- James Morrison
- James Tw
- Jamie Cullum
- Jessarae
- Jessie James
- John Newman
- Tom Jones
- Jovanotti
- JP Cooper
- July Talk
- Junior Senior
- Philippe Katerine
- Keane
- The Killers
- King Charles
- Kungs
- Klangkarussell
- Sofie Kremen
- Kylian Mash
- Ladyhawke
- Last Train
- Lauren Aquilina
- Bernard Lavilliers
- Laylow x Sir'Klo
- Leona Lewis
- Ismaël Lô
- Little Green Cars
- Lou Lesage
- Louise Attaque
- Renan Luce
- Madison Beer
- Mansionz
- Matmatah
- Thomas Marfisi
- Bob Marley
- McBusted
- George Michael
- Mika
- Mike Posner
- Milky Chance
- Jess Mills
- Mr Dam
- Mr Jukes
- Modjo
- Mohombi
- Montmartre
- Willy Moon
- Morrissey
- Mumford and Sons
- Neon Trees
- Nick Brewer
- Nick Drake
- Nick Jonas
- Nikki Williams
- Nina Nesbitt
- Niska
- Noir Désir
- Nouvelle Vague
- Oh Wonder
- Olivia O'Brien
- Josh Osho
- Parachute
- Paradis
- Vanessa Paradis
- Pearl Jam
- Perez[Lequel ?]
- Petite Meller
- Pierpoljak
- Priscilla, folle du désert, la comédie musicale
- Prinnie Stevens
- Michel Polnareff
- Portishead
- The Preatures
- The Presets
- Lauren Pritchard
- Psy 4 de la rime
- Pulp
- Queen
- The Rasmus
- Robyn
- Axe Riverboy
- Romeo Elvis
- Gaëtan Roussel
- Paulina Rubio
- Rizzle Kicks
- Emilie Simon
- Bob Sinclar
- Le Soldat rose
- Rachid Taha
- Soraya
- Tahiti 80
- Taio Cruz
- Salut c'est cool
- Sean Paul
- Sébastien Tellier
- Shawn Mendes
- Sigrid
- Stereo MC's
- Sugababes
- Tiken Jah Fakoly
- Timeflies
- Tommy Sparks
- Tribe Society
- Trinidad Cardona
- Tulisa
- U2
- Vald
- Vanille
- V V Brown
- Vincent Niclo
- Les Wampas
- The Wanted
- Jessie Ware
- Amy Winehouse
- White Lies
- Whilk and Misky
- Will Young
- Robbie Williams
- Wolfmother
- The Woo Woos
- Yelle
- Yuksek
- Zebda

### Artistes actuels
- Arcadian
- Juliette Armanet
- Benjamin Biolay
- Jane Birkin
- Carla Bruni
- Lewis Capaldi
- Caruso
- Jeanne Cherhal
- Cocoon
- Cœur de pirate
- Elia
- Étienne Daho
- Azize Diabaté Abdoulaye
- Lou Doillon
- Arielle Dombasle
- Thomas Dutronc
- Roméo Elvis
- Feu ! Chatterton
- Her
- Izïa
- Tiken Jah Fakoly
- LEJ
- Laake
- Claire Laffut
- Bernard Lavilliers
- Marc Lavoine
- Nolwenn Leroy
- Louane
- Renan Luce
- Lola Marsh
- Maëlle
- MC Box
- Naar
- Vanessa Paradis
- Michel Polnareff
- Poupie
- Gaëtan Roussel
- Saez
- Singuila
- Gauvain Sers
- William Sheller
- Emilie Simon
- Valak
- Les Valentins
- Louise Verneuil
- Whitney
- Woodkid